# Geoffrey Hughes
Geoffrey Hughes (Wallasey, 2 februari 1944 – Wight, 27 juli 2012) was een Engels acteur. Hij is in België en Nederland voornamelijk bekend van zijn rol van Onslow in de Britse serie Keeping Up Appearances, door de TROS en Eén uitgezonden als Schone Schijn.

## Carrière
Hughes begon zijn intensieve carrière bij het Victoria Theatre in Stoke-on-Trent. Daarna verscheen hij in verscheidene West End-producties. In 1967 debuteerde Hughes als bouwvakker in de filmcomedy Smashing Time. Hughes speelde buiten de al genoemde rollen vele gastrollen in televisieseries (o.a. Z Cars, Dad's Army, Up Pompeii en Doctor Who) en films (Tiffany Jones, Adolf Hitler - My Part in His Downfall en Nijinsky).
Hij speelde in kortlopende series als The Bright Side (1985) en Making Out (1989-1991).
In de comedyserie The Royle Family was hij enkele keren te zien als Twiggy.
In 2006 was hij te zien in de musical Peter Pan.
Ook speelde hij tussen 2001 en 2007 de rol van de excentrische Vernon Scripps in komische dramaserie Heartbeat, uitgezonden op Eén en SBS6.
Hughes speelde verder de rol van Eddie Yeats in Coronation Street (1974-1983, 1987) en sprak de stem in van Paul McCartney in de tekenfilm Yellow Submarine (1968) van The Beatles onder de naam Geoff Hughes.

## Persoonlijk leven
Wanneer hij niet werkte, speelde Hughes graag cricket, zeilde hij en luisterde hij muziek. Hij woonde het laatst op het eiland Wight, Engeland. Hij overleefde prostaatkanker, maar werd hier in 2010 opnieuw mee geconfronteerd. Uiteindelijk bezweek hij, op 68-jarige leeftijd, aan deze ziekte.

## Filmografie
- Skins (televisieserie) - Oom Keith (afl. Cook, 2009, Freddie, 2009)
- Skins (televisieserie) - Bandy (afl. Tony and Maxxie, 2008)
- Flick (2008) - Tony Ray
- Liverpool Nativity (televisiefilm, 2007) - Gabriel
- Expresso (2007) - De aannemer (Normale koffie)
- Casualty (televisieserie) - Si Blake (afl. Brass in Pocket, 2007)
- Heartbeat (televisieserie) - Vernon Scripps (88 afl., 2001-2007)
- Skins (televisieserie) - Fat Bastard (afl. Chris, 2007)
- The Royle Family (televisieserie) - Twiggy (8 afl., 1998-2000, 2006)
- Polterguests (televisieserie) - Hopalong Hughes (afl. Lumbered in Limbo, 1999)
- The Memoirs of Hyacinth Bucket (televisiefilm, 1997) - Onslow
- Keeping Up Appereances (televisieserie) - Onslow (43 afl., 1990-1995)
- The Smiths (televisiefilm, 1995) - Dooley
- The Upper Hand (televisieserie) - Ray (afl. Misery, 1993)
- Boon (televisieserie) - Tiny Tim (afl. Message in a Bottle, 1992)
- Making Out (televisieserie) - Dilk (Episode 3.6, 1991)
- Spender (televisieserie) - Kenny Coates (afl. Tough, 1991)
- You Rang, M'Lord? (televisieserie) - Fred Kendall (afl. Royal Flush, 1990)
- The Man from the Pru (televisiefilm, 1990) - Det.Sgt. Baily
- I, Lovett (televisieserie) - Dirk (afl. onbekend, 1989)
- Doctor Who (televisieserie) - Mr. Popplewick (afl. The Trial of a Time Lord: Part 13 & 14, 1986)
- The Bright Side (televisieserie) - Mr. Lithgow (6 afl., 1985)
- Coronation Street (televisieserie) - Eddie Yeats (45 afl., 1975-1983)
- Nijinsky (1980) - Gavrilov
- Mr. Big (televisieserie) - Politieman (afl. The Bank Job, 1977)
- Cilla's World of Comedy (televisieserie) - Roger Fulwood (afl. Sisters, 1976)
- Confessions of a Driving Instructor (1976) - Postbode
- Crown Court (televisieserie) - Robert Sims (afl. Winklers, 1974)
- No, Honestly (1974) - Derek (afl. The Object of the Game, 1974)
- Z Cars (televisieserie) - Mickey (afl. Night Train, 1974)
- Z Cars (televisieserie) - Bartram (afl. Escape, 1973)
- Tiffany Jones (1973) - Georg
- Dad's Army (televisieserie) - Korporaal op de brug (afl. Brain Versus Brawn, 1972)
- Thirty-Minute Theatre (televisieserie) - Chuck (afl. An Arrow for Little Audrey, 1972)
- Adolf Hitler - My Part in His Downfall (1972) - Larry
- Carry on at Your Convenience (1971) - Willie
- The Pigeon Fancier (televisiefilm, 1971) - Derek
- Play for Today (televisieserie) - Derek (afl. The Pigeon Fancier, 1971)
- Shadows of Fear (televisieserie) - Terry (afl. The Lesser of the Two, 1971)
- Revenge (1971) - Bestuurder in dienst van brouwerij
- Blood on Satan's Claw (1971) - Drinkende dorpsbewoner (Niet op aftiteling)
- Up Pompeii (televisieserie) - Piteous (afl. Vestal Virgins, 1970)
- Z Cars (televisieserie) - Wynne (afl. Bottoms Up for the Walking Dead: Part 1 & 2, 1970)
- Wicked Women (televisieserie) - Aannemer (afl. Madeleine Jury, 1970)
- The Wednesday Play (televisieserie) - Flash Blakey (afl. The Hunting of Lionel Crane, 1970)
- Randall & Hopkirk (Deceased) (televisieserie) - Harper (afl. Somebody Just Walked Over My Grave, 1970)
- Curry & Chips (televisieserie) - Dick (6 afl., 1969)
- The Virgin Soldiers (1969) - Lantry
- Till Death Us Do Part (1969) - Mikes broer
- Yellow Submarine (1968) - Paul (Voice-over)
- Z Cars (televisieserie) - Billy Garvin (afl. A Hobby, You Might Say: Part 1, 1968)
- The Bofors Gun (1968) - Soldaat Samuel (kok)
- Smashing Time (1967) - Aannemer
- City 68 (televisieserie) - Gill (afl. The Shooting War, 1967)
- Sorry I'm Single (televisieserie) - Gerald (afl. The Flute, 1967)

- International Standard Name Identifier: 0000 0000 4228 4081
- Library of Congress Control Number: no99070795
- Nationale Bibliotheek van Israël: 987007395392805171
- Virtual International Authority File: 75956008
- WorldCat: E39PBJwHjRXBX6JfrKcG8jPJDq